# Ido Nehoshtan
Ido Nehoshtan (en hébreu : עידו נחושתן), né en 1957, est un général de l'armée de défense d'Israël.
Il a participé à l'intervention militaire israélienne au Liban de 1982, le conflit israélo-libanais de 2006 et la guerre de Gaza de 2008-2009.
Il a notamment occupé le poste du commandant de la force aérienne et spatiale israélienne entre 2008 et 2012.